# 타임머신 (드라마)
타임머신(영어: Voyagers!)은 시간 여행을 소재로 하는 미국의 SF 텔레비전 시리즈로, 1982년에서 1983년까지 NBC에서 방영되었다.
- 존 에릭 핵섬과 미노 펠루스가 주연을 맡았다.
- 대한민국에서는 1983년 10월 16일부터 1984년 3월 3일까지 KBS 2TV에서 매주 일요일 오전에 방영되었다.